# Trachinotus ovatus
La palometa, jurel de peña o palometa blanca (Trachinotus ovatus) es una especie de pez de la familia Carangidae y de la orden de los Perciformes.

## Distribución geográfica
Se encuentra desde el Mar Cantábrico y las costas escandinavas y británicas hasta Angola, incluyendo el Mediterráneo.